# Хто, як не ти (пісня)
«Хто, як не ти» — перший сингл із студійного альбому «Любий друг» української співачки Христини Соловій. Презентація тизеру музичного відео на цей сингл відбулась 30 листопада на одному із центральних телеканалів, а власне сингл та відео було представлено 1 грудня 2016 року.

## Огляд
Продюсером цього синглу (як і попередніх робіт співачки) є Святослав Вакарчук, саундпродюсер — Мілош Єліч. Як зазначила Христина, композицію вона написала близько двох років тому. Прем'єру синглу приурочено до концертного туру Христини Соловій «Жива Вода 2017». Про ідею пісні співачка зазначила таке:
|  | Ідея цієї пісні була в тому, що без минулого немає майбутнього і про це потрібно завжди пам’ятати. |

## Музичне відео
Одночасно із синглом представили музичне відео на цю композицію. Зйомки проходили у Львові, а сцену з палаючим мостом знімали в Києві. Режисером відео став київський кліпмейкер Андрій Бояр, який раніше працював із такими виконавцями, як Pianoбой, O.Torvald, Dakh Daughters та іншими. Спеціально для цієї роботи львівський майстер Іван Борисяк створив міст із сірників, на що витратив близько двох тижнів та 25 000 сірників. Щодо ідеї відео, Андрій Бояр заявив:
|  | Я мав на меті помістити Христину у такий часопростір, де все навколо неї рухається задом наперед, а майбутнє і минуле тісно переплітаються. У цьому світі Христина намагається знайти свого героя, і зрозуміти чи ще можна відбудувати спалений міст між ними. Ідеєю кліпу було ілюструвати ці стосунки через певний символізм, який уособлює міст як зв'язок між людьми. |

В YouTube цей відеокліп станом на квітень 2018 року має близько 9 млн переглядів, що робить його одним із найбільш популярних українських музичних відео.

## Список композицій
| #  | Назва           | Тривалість |
| -- | --------------- | ---------- |
| 1. | «Хто, як не ти» | 3:26       |

## Чарти
| Чарт                  | Найвища позиція |
| --------------------- | --------------- |
| Український радіочарт | 4               |
| Київський радіочарт   | 8               |